# Joventuts d'Esquerra Republicana-Estat Català
Les Joventuts d'Esquerra Republicana-Estat Català (o Joventuts d'Esquerra Republicana d'Estat Català) més conegudes per les seves sigles JEREC, van ser una organització política nacionalista catalana que va tenir un paper molt destacat a Catalunya després de la proclamació de la II República Espanyola i fins a 1936, quan la seva importància decau ràpidament.
Les JEREC van sorgir del "servei de ordre" informal que, sota la direcció de Miquel Badia i Capell, es va fer càrrec de la seguretat de l'edifici del Govern de la República Catalana des del 14 de abril de 1931 i en els dies successius. En aquests primers moments, els líders de les JEREC van ser Josep Dencàs i el mateix Badia.
Els principals activistes de l'organització van ser uns "grups de xoc" que es van donar a si mateixos el nom de escamots, per l'uniforme paramilitar color verd oliva i van estar involucrats en nombrosos actes de violència política, especialment contra els anarcosindicalistes de la CNT, que els van titllar de «feixistes catalans». Segons opina Xosé Manoel Núñez Seixas, per la seva paramilitarització i jerarquització, l'organització presentava una «deriva feixista». Aquesta percepció de les JEREC per part dels anarcosindicalistes com una mena d'organització o estructura feixista és compartida en diversos graus per autors com E. Allison Peers, Gerald Brenan o Salvador de Madariaga. No obstant això, i malgrat els contactes del catalanisme radical amb el feixisme italià i algunes semblances de caràcter estètic i organitzatiu, el caràcter feixista sensu stricto de les JEREC no ha arribat a ser provat documentalment. Membres del setmanari i grup fundador d'ERC L'Opinió també van denunciar en 1933 una presumpta «feixistització» de l'organització.
El protagonisme que van assumir les JEREC durant 1934 en el conflicte amb el Govern Central i el fracàs de la "Revolució social" contribuïren després d'aquesta a la seva pèrdua de reputació en l'àmbit polític. Al maig de 1936 molts membres de l'organització es van passar al nou grup juvenil Joventut d'Estat Català. Posteriorment, molt reduïda en importància, es va unir el 1937 amb altres organitzacions polítiques d'acció catalanes en l'anomenat Front de la Joventut.
La seva importància a Catalunya com a organització política a la clandestinitat després de la fi de la  Guerra Civil va ser insignificant comparada amb la que va tenir un grup com el Front Nacional de Catalunya, encara que en 1945 hi va haver un intent, qualificat per Enric Ucelay-Da Cal de «testimonial», per reflotar les sigles.